# Mustii
Mustii (bürgerlich Thomas Mustin; * 21. November 1990 in Brüssel) ist ein belgischer Sänger und Schauspieler. Er vertrat Belgien beim Eurovision Song Contest 2024 in Malmö.

## Karriere
Mustin studierte Schauspiel am Institut des Arts de Diffusion in Louvain-la-Neuve. Während dieser Zeit erhielt er seine erste Fernsehrolle in der französischen Serie À tort ou à raison, unter der Regie von Alain Brunard. Zwei Jahre später erhielt er sein erstes Engagement am Brüsseler Théâtre des Riches-Claires, wo er unter anderem im Stück Débris von Dennis Kelly auftrat.
Im selben Jahr veröffentlichte er seine erste Single The Golden Age, welche bereits nach kurzer Zeit in die belgischen Charts einstieg.
2019 wurde er mit dem Magritte als Bester Nachwuchsdarsteller ausgezeichnet.
Am 30. August 2023 wurde bekannt, dass Mustin für den wallonischen Sender Radio-télévision belge de la Communauté française (RTBF) am Eurovision Song Contest 2024 teilnehmen werde. Er schied im zweiten Halbfinale aus, das am 9. Mai 2024 stattfand.

## Diskografie

### Alben
- 2018: 21st Century Boy
- 2022: It’s Happening Now
- 2025: THE MAZE

### EPs
- 2015: The Golden Age
- 2016: The Darkest Night
- 2022: Shame – Remixes

### Singles
- 2014: The Golden Age
- 2015: Feed Me
- 2018: 21st Century Boy
- 2018: What a Day
- 2018: Blind
- 2020: Time Is Up (mit Brut)
- 2022: Skyline
- 2024: Before the Party’s Over
- 2024: TELL THE KIDS IT'S ALRIGHT
- 2024: MASSIVE LOVE INFECTION
- 2025: MOONDUST

### Als Gastmusiker
- 2016: See You Again (Evernest feat. Mustii)
- 2021: What About Ecosystem? (Mumi Troll feat. Mustii)

## Filmografie (Auswahl)
- 2016: Raw (Grave)
- 2016: The Break (Fernsehserie, La Trêve)
- 2017: Ein königlicher Tausch (L’échange des princesses)
- 2022: Meinen Hass bekommt ihr nicht (Vous n’aurez pas ma haine)